# نادي مكابي أم الفحم

شعار نادي مكابي أُمّ الفحم لكُرةِ القدم.

مكابي أُمّ الفحم (بالعبرية: מכבי אום אל-פחם) هو نادي كرة قدم عربي إسرائيلي تابع لمدينة أم الفحم. وهو من الفرق العريقة تاريخيًا في المسيرة الرياضيّة الفحماويّة، حيث حصل على الكثير من الألقاب أولها كان في موسم 2004/2005 حيث تُوِّج بلقب الدرجة الثالثة وارتقى للدرجة الثانية في موسم 2007/2008، ومن ثم صعد للدرجة الأولى في موسم 2009/2010، وبعد ذلك فاز بلقب الدرجة الأولى وارتقى للدرجة الممتازة بكل جدارة.

## وصلة خارجيّة
- Maccabi Umm al-Fahm Israel Football Association